# Frank Henry Mason
Pour les articles homonymes, voir Mason.
Frank Henry Mason (1er octobre 1875 - 24 février 1965), RBA, RI, RSMA est un artiste anglais, connu pour ses peintures maritimes, côtières et portuaires. Il est aussi créateur d'affiches de voyage et de chemin de fer, de style art déco. Décrit comme « impressionniste léger », il est membre fondateur du Staithes Art Club (groupe d'artistes Staithes, ou Impressionnistes du Nord).

## Biographie
Frank Henry Algernon Mason naît à Seaton Carew, Hartlepool, comté de Durham, en Angleterre, le 1er octobre 1875. Fils d'un employé des chemins de fer, il fait ses études comme cadet à l'école navale du navire HMS Conway (navire école) (en) à Birkenhead entre 1880 et 1882.
Après le HMS Conway, Mason navigue, puis se forme avec Parsons comme ingénieur de marine pour les navires à vapeur, travaillant à Hartlepool, Leeds et Scarborough, pour finalement s'installer à Scarborough vers 1894.

## Carrière

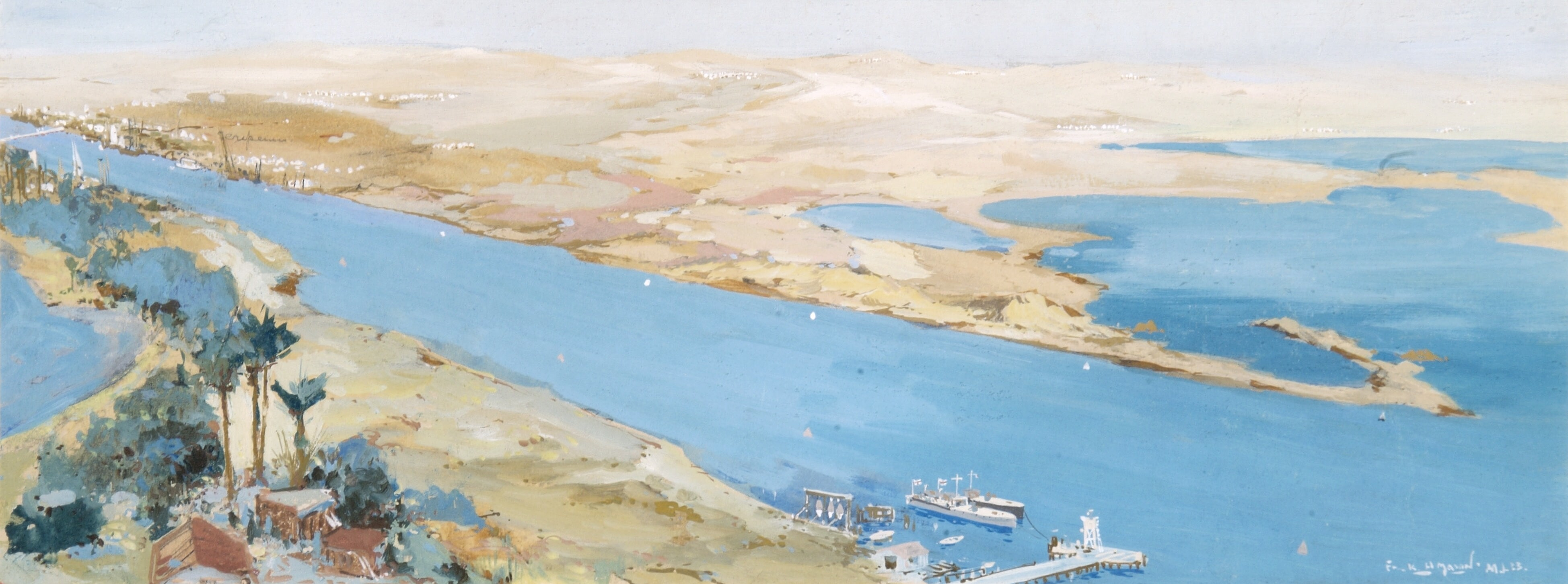
Le Canal de Suez. 28 avril 1916 - depuis le nid de pie de la station de signalisation du Déversoir.

Mason s'intéresse au dessin, mais n'en a aucune formation ni à la peinture. Il étudie à la Scarborough School of Art avec Albert Strange et fait des voyages réguliers à Staithes où il fréquente la communauté artistique qui s'y trouve. En 1890, il reçoit des commandes de marchands d'art et, vers 1898, il décide de quitter le génie maritime pour se consacrer à plein temps à son art. En 1901, il devient membre fondateur du Staithes Art Club. Il se marie en 1899.
Il vit à Blenheim Terrace, à Scarborough, et déménage à proximité vers North Marine Road. Pendant la Première Guerre mondiale, Mason est nommé artiste de guerre maritime  dans la RNVR en tant que lieutenant commandant une vedette en mer du Nord et en Égypte.  L'Imperial War Museum détient 56 de ses peintures datant de cette période. À son retour de la guerre, Mason travaille avec la communauté à Ebberston Hall près de Scarborough. Il entreprend une longue tournée européenne. Il peint de nombreux sujets généralement à l'aquarelle. Au cours des années 1920 et 1930, il réalise des affiches pour les Great Northern Railway, Great Western Railway, London, Midland and Scottish Railway, North Eastern Railway, London and North Eastern Railway, les compagnies de chemin de fer British Rail, Underground Group et les compagnies de paquebots.
Mason est élu à la Royal Society of British Artists en 1904 et au Royal Institute of Painters in Water Colors en 1929. Il est l'un des premiers membres de la Society of Graphic Art et expose avec eux en 1921.

## Œuvre

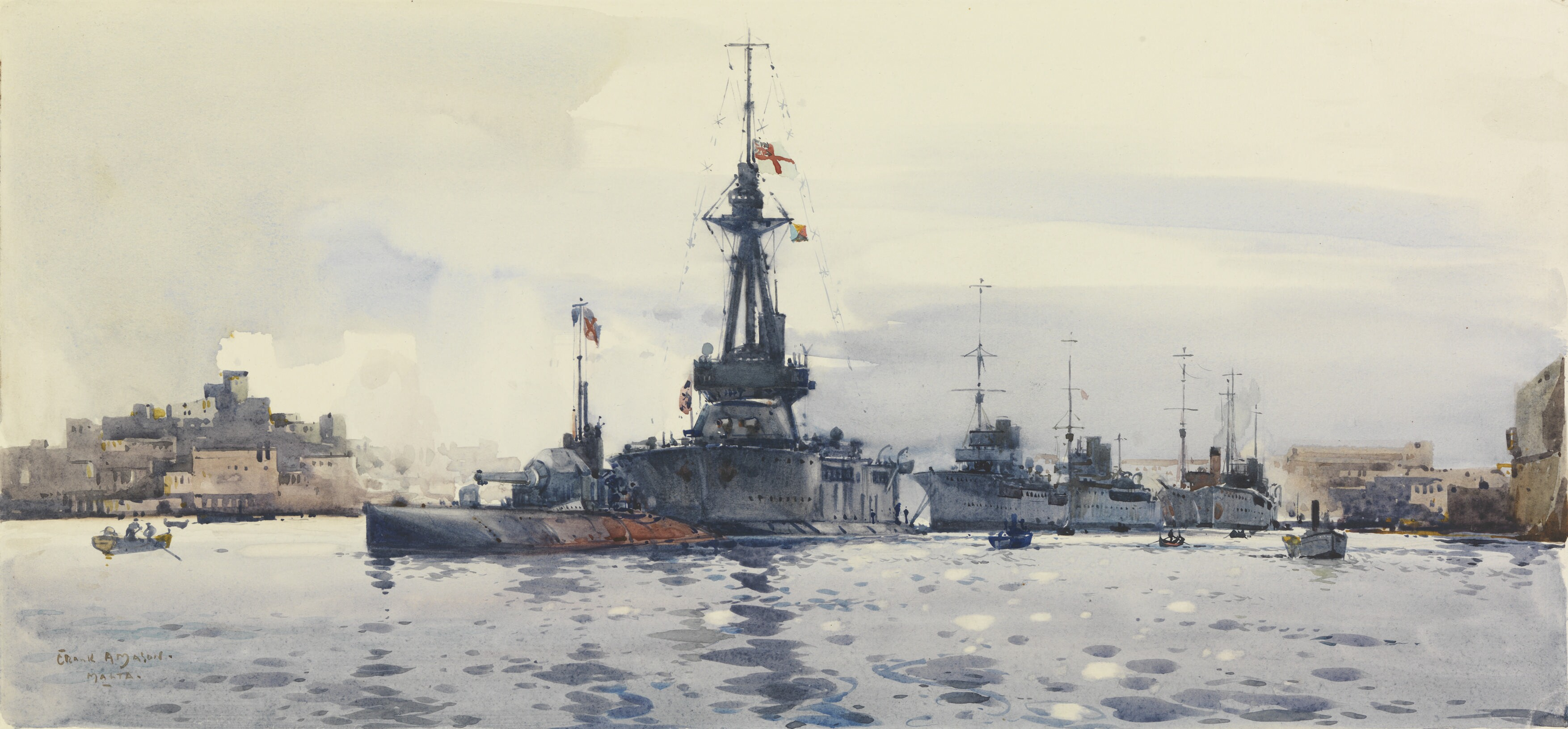
Dockyard Creek, Malte - Sous-marin M1, moniteur Abercrombie et Fleet Messengers.

Mason expose son travail à la Royal Academy à partir de 1902. Son travail fait partie de l'épreuve de peinture du concours artistique des Jeux olympiques d'été de 1932. Il expose à Liverpool  et, en 1973, au National Maritime Museum. En plus de l'Imperial War Museum, les œuvres de Mason se trouvent dans de nombreuses galeries (Cartwright Hall, Bradford, Dundee, Hartlepool Art Gallery, Whitby).
Mason est l'auteur de Ashore and Afloat (1929) qui porte sur sa technique de l'aquarelle. Avec Fred Taylor, il est aussi l'auteur de Water Color Painting.